# Suillus luteus
Suillus luteus, también conocido como boleto anillado o babosillo, es un hongo basidiomiceto del orden Boletales muy común en toda Europa. No tiene preferencia por ningún tipo de suelo, pero crece bajo las especies del género Pinus, donde se le encuentra con relativa frecuencia. El cuerpo fructífero aflora desde verano a otoño. Es una seta comestible, aunque la cutícula viscosa del sombrerillo puede tener fuertes efectos laxantes en determinadas personas, por lo que es conveniente retirarla. El epíteto específico "luteus" significa "amarillo". Todas las especies del género Suillus son micorrizas de coníferas.

## Morfología
El sombrero es de color marrón y de forma convexa, con un diámetro entre 4 y 10 centímetros, pudiendo alcanzar hasta 12 centímetros de anchura. La cutícula se elimina fácilmente, es viscosa y su borde es enrollado, pudiendo presentar restos del velo. Los tubos son de color amarillo pálido y cuando el ejemplar es joven se encuentran cubiertos por el anillo. Los poros son pequeños y angulosos, amarillos en fases iniciales y parduscos conforme la seta envejece. En ejemplares jóvenes, pueden segregar algunas gotas lechosas, pero no en tanta cantidad como en el S. granulatus. El pie mide entre 3 y 8 centímetros de largo por entre 1 y 2,5 centímetros de ancho, es robusto y blanquecino, cilíndrico y presenta un anillo ancho y membranoso. La esporada es de color pardo. La carne es blanca amarillenta, de olor afrutado y sabor muy poco marcado.

## Posibilidades de confusión
Las setas maduras pueden confundirse con las de Suillus granulatus, también comestible.

## Galería

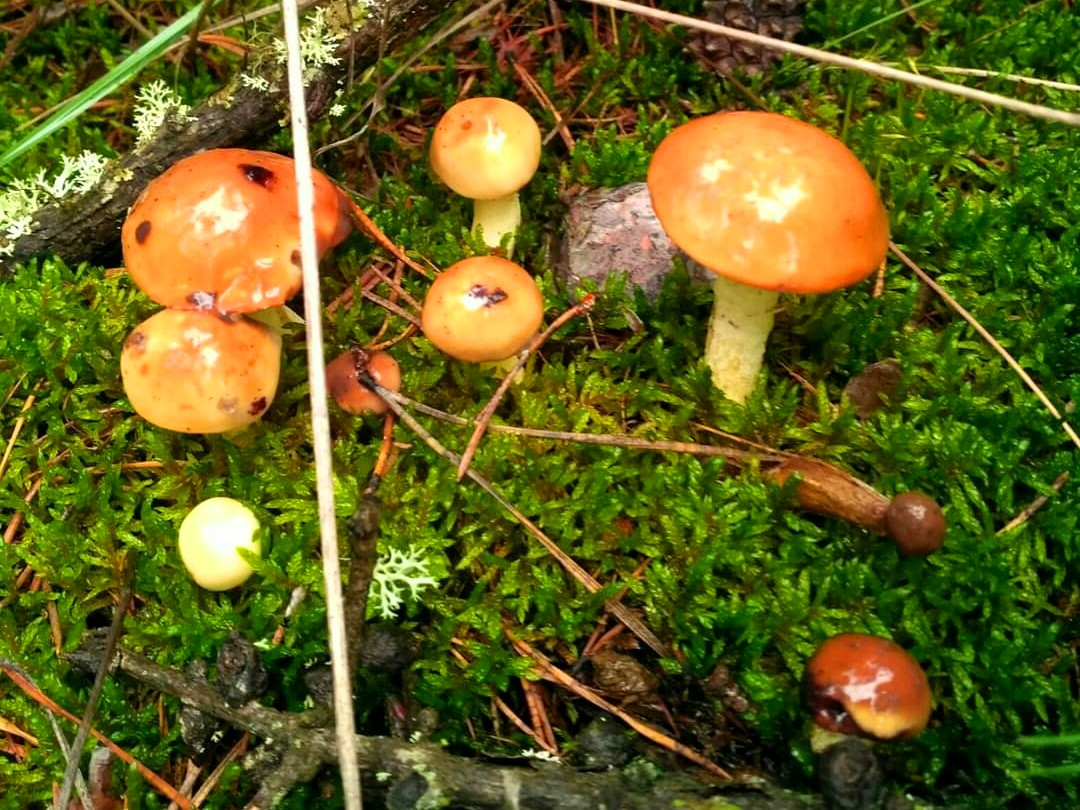
Suillus luteus. Siberia oriental
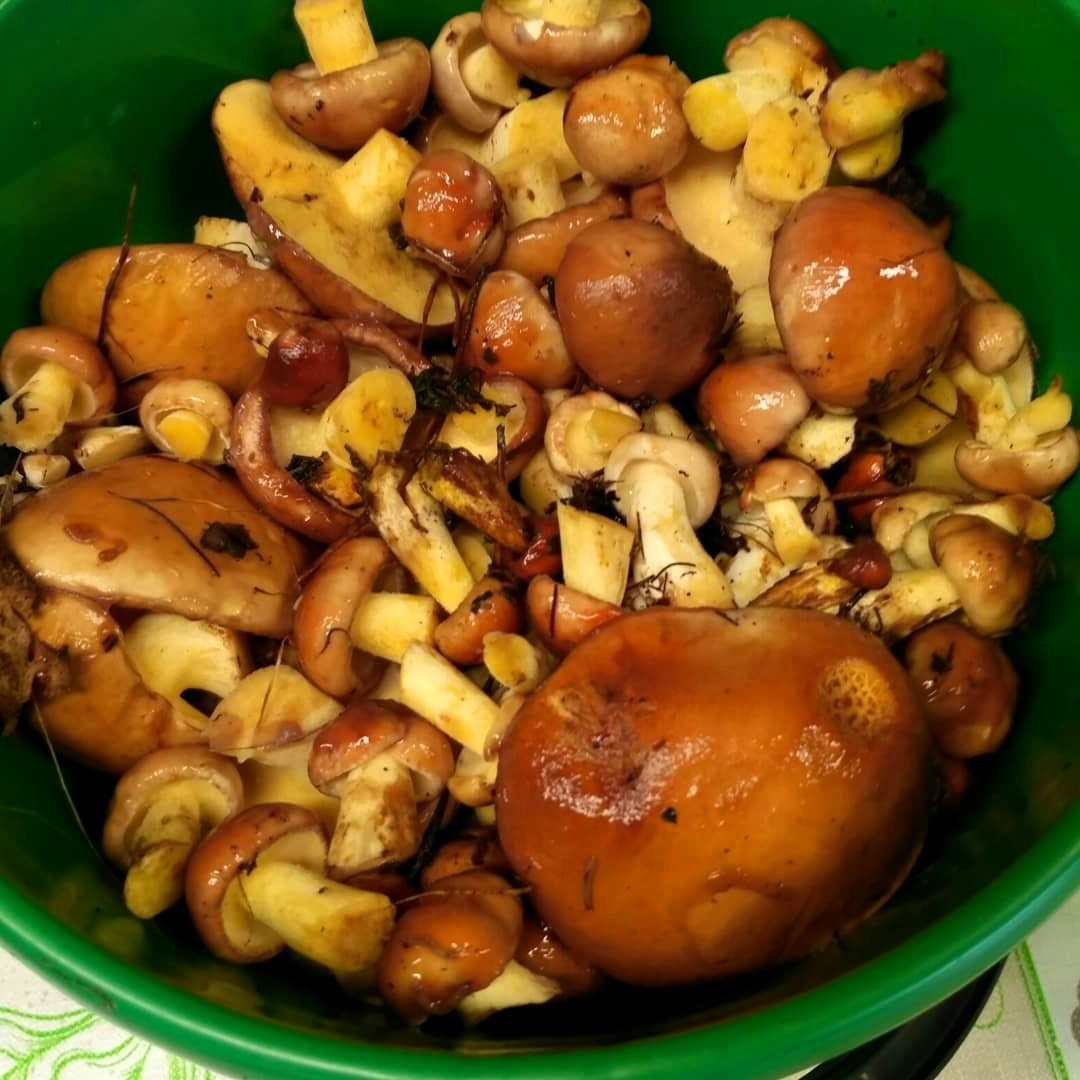
Suillus luteus. Setas cosechadas en Siberia Oriental